# Datisca cannabina
Datisca cannabina ist eine Pflanzenart aus der Familie der Scheinhanfgewächse (Datiscaceae).

## Beschreibung
Datisca cannabina ist eine ausdauernde, krautige Pflanze, die Wuchshöhen von 1 bis 2 Metern erreicht. Die Art ist windblütig und der Stängel ist aufrecht.
Die gestielten Laubblätter sind wechselständig und unpaarig gefiedert. Die bis 13, kurz gestielten Blättchen sind schmal-eilanzettlich und grob gesägt bis manchmal gelappt. Ihre Spitzen sind zugespitzt bis geschwänzt, so dass sie eine Länge bis 15 Zentimetern erreichen. Die oberen Blätter, auch in den Blütenständen, sind einfach bis dreizählig.
Datisca cannabina ist zweihäusig diözisch. Die kleinen, eingeschlechtlichen, gelblich-grünben Blüten mit einfacher, 3–4-teiliger Blütenhülle sind in langen, achselständigen, meist hängenden bis überhängenden, traubigen Blütenständen angeordnet. Es ist jeweils ein Blütenbecher vorhanden, Kronblätter fehlen. Die gestielten männlichen Blüten besitzen bis etwa 13 Staubblätter mit sehr kurzen Staubfäden. Die fast sitzenden, weiblichen Blüten besitzen 3 bis 4 fadenförmige und tief zweispaltige Griffel mit fädigen, papillösen Narbenästen sowie einen unterständigen, einkammerigen Fruchtknoten.
Es werden vielsamige, eiförmige bis längliche, rippe, ledrige, bis 1 Zentimeter lange Kapselfrüchte gebildet. Die winzigen, orange-braunen und gefelderten Samen besitzen einen kleinen Kragen (Operculum).
Die Blütezeit reicht von Juli bis August.

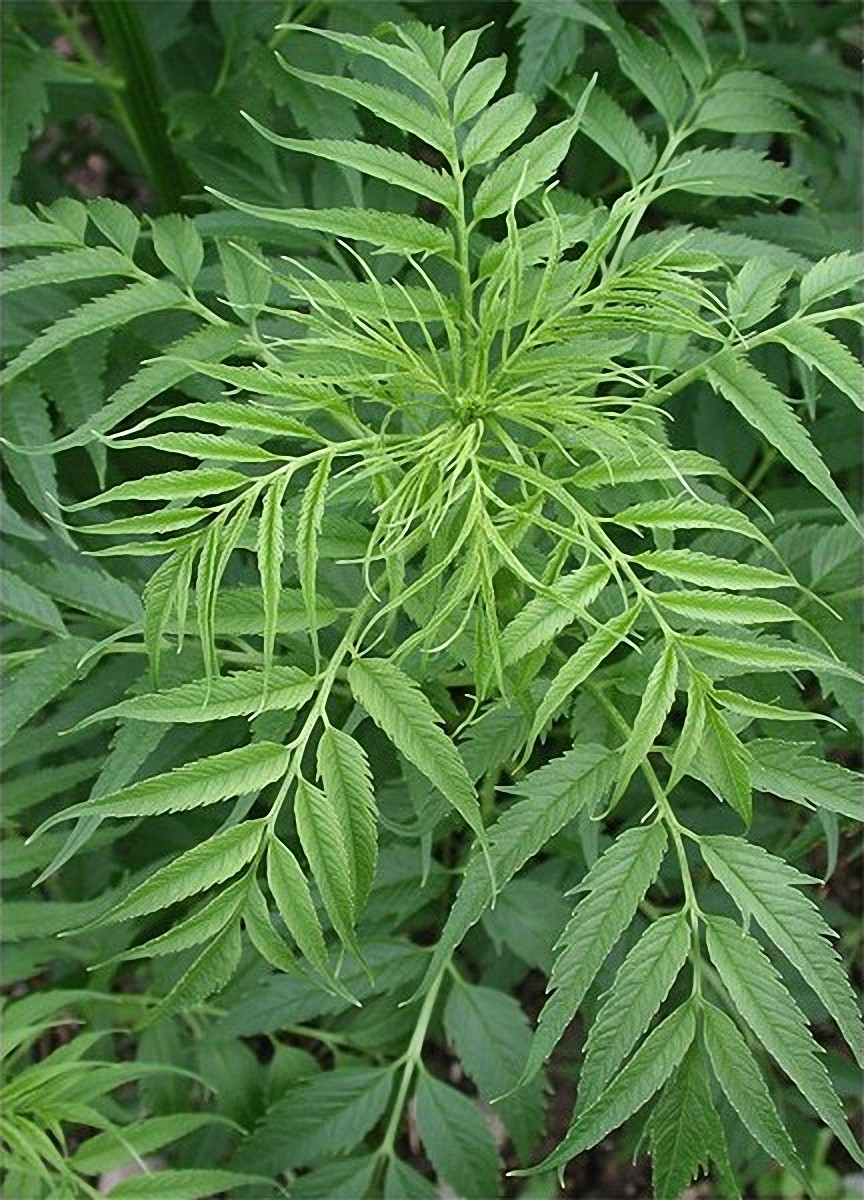
Blätter
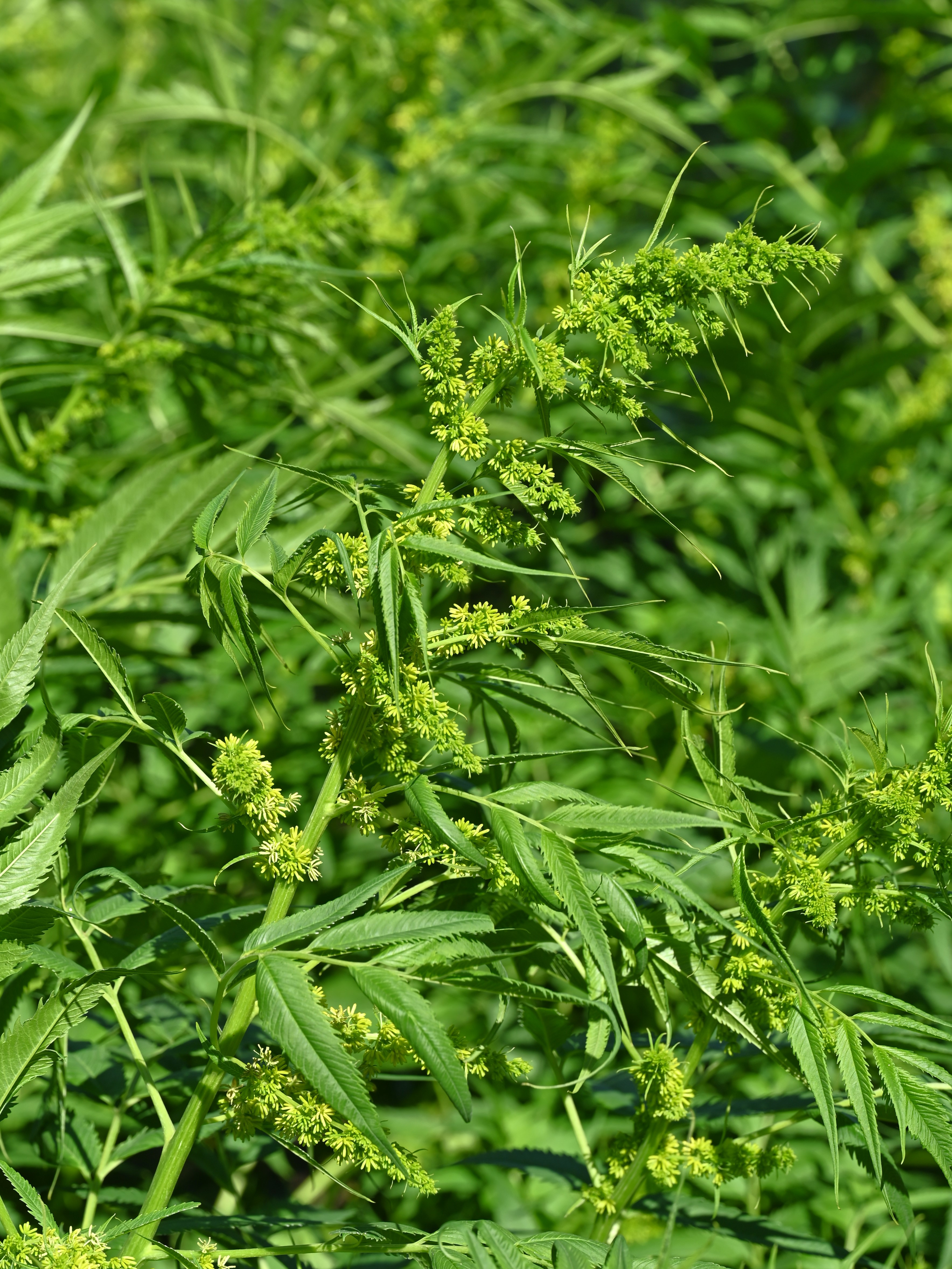
Männliche Blütenstände
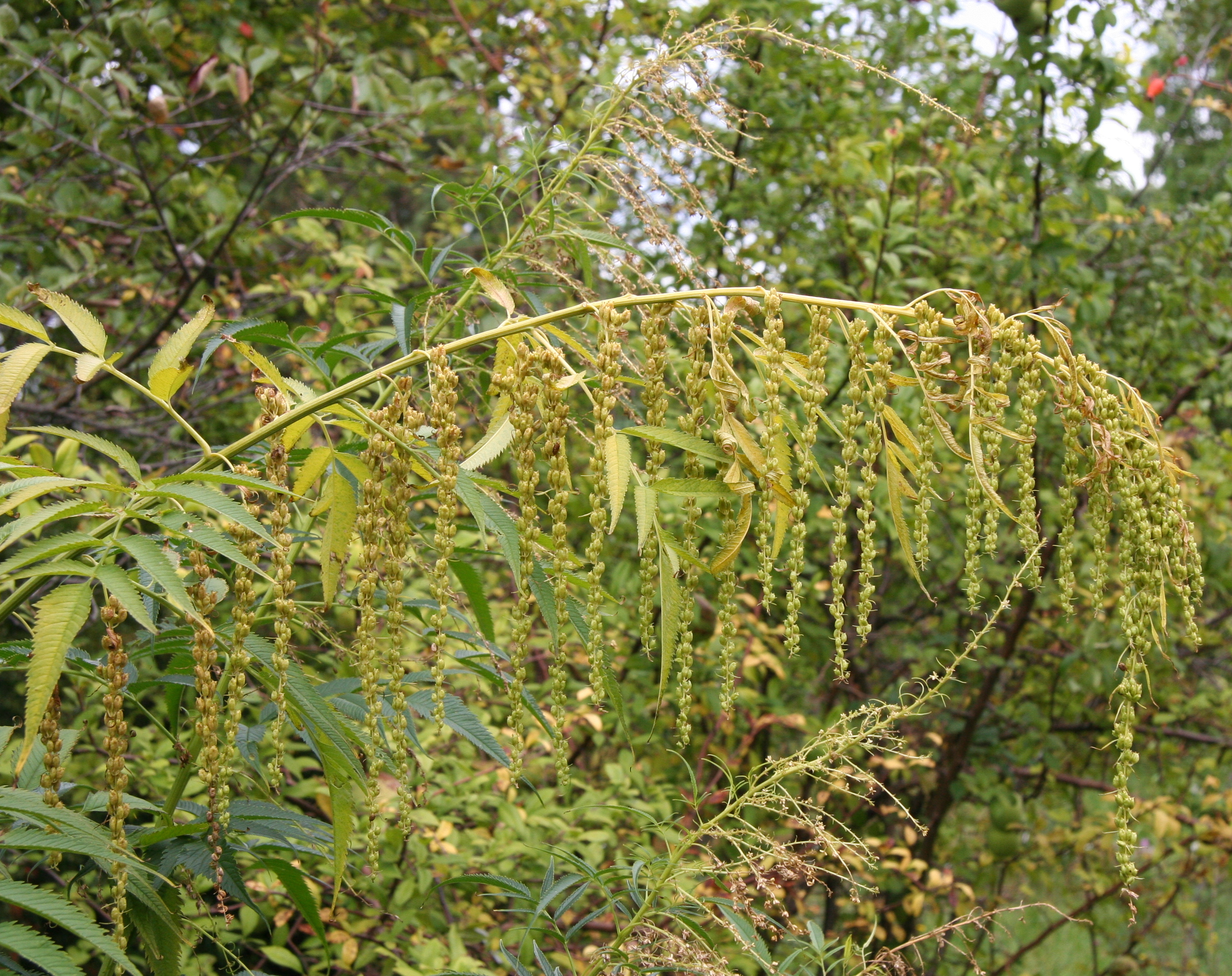
Fruchtstand

## Vorkommen
Die Art kommt im östlichen Mittelmeerraum, in der Türkei, im Kaukasus, im Iran und im Himalaja vor. Sie wächst in feuchten Wäldern und an Flussufern in Höhenlagen von 20 bis 1700 Metern.

## Nutzung
Datisca cannabina wird selten als Zierpflanze genutzt.